# Troglohyphantes vignai
Troglohyphantes vignai è un ragno endemico italiano appartenente alla famiglia Linyphiidae.

## Morfologia
La lunghezza del corpo varia dai 3,05 mm (maschi) ai 3,35 mm (femmine). La specie mostra spiccati adattamenti alla vita sotterranea, quali la perdita di pigmento e una marcata regressione oculare.

## Sinonimie
T. vignai fu descritto da Pier Marcello Brignoli sulla base di individui raccolti da Augusto Vigna Taglianti nella grotta Buco di Valenza, sita nei pressi delle grange Schiliere, provincia di Cuneo. Nello stesso lavoro, Brignoli descrisse anche T. rupicapra), distinguendolo dalla prima specie sulla base di leggere differenze nell'epigino. Recentemente, la validità della specie T. rupicapra è stata messa in discussione da Pesarini, il quale ha proposto la sinonimia "T.vignai" = "T. rupicapra". La similarità tra le due specie è anche stata dimostrata su base genetica.

## Distribuzione
T. vignai è endemico delle alpi occidentali.